# Бернар Зіцерманн
Берна́р Зіцерма́нн (фр. Bernard Zitzermann; нар. 14 червня 1942, Ніцца, Франція) — французький кінооператор.

## Біографія
У 1964 році Бернар Зіцерманн закінчив Національну вищу школа імені Луї Люм'єра, де зараз викладає. Працював помічником оператора Етьєна Беккера.
Як оператор-постановник дебютував у 1967 році, за час своєї взявши кар'єри участь у роботі над понад 60-ма кіно-, телефільмами та серіалами. Працював з такими режисерами, як Клод Лелуш, Франсіс Жиро, Тоні Ґатліф, Робер Енріко, Крістіан де Шалонж, Клод Шаброль, Агнешка Голланд та ін.
У 1979 році за операторську майстерність у фільмі Аріани Мнушкіною був удостоєний французької національної кінопремії «Сезар». Вдруге був номінований на цю премію у 1981-му році за фільм Франсіса Жиро «Банкірша», але нагороди не отримав.

## Фільмографія
- 1967 : Далеко від В'єтнаму / Loin du Vietnam
- 1973 : Дике свято / La fête sauvage
- 1974 : Людина, яка спить / Un homme qui dort
- 1974 : 1789
- 1975-1990 : Сінема 16 / Cinéma 16 (т/с)
- 1976 : Диявол у серці / Le diable au coeur
- 1978 : Мольєр / Molière
- 1978 : Моє перше кохання / Mon premier amour
- 1978 : Ціна свободи / Le prix de la liberté
- 1979 : За нас двох / À nous deux
- 1979 : Школу закінчено / L'école est finie
- 1979 : Ставки зроблені / Rien ne va plus
- 1980 : Банкірша / La banquière
- 1980 : Заходь — я живу у подруги / Viens chez moi, j'habite chez une copine
- 1981 : День спокутування / Le grand pardon
- 1982 : Старший брат / Le grand frère
- 1982 : Інформатор / La balance
- 1982 : Я вийшла заміж за тінь / J'ai épousé une ombre
- 1983 : / La derelitta
- 1983 : Сокіл / Le faucon
- 1985 : Нічия земля / No Man's Land
- 1985 : Таємниця Алексіни / Mystère Alexina
- 1985 : Поїздка в Пімполь / Le voyage à Paimpol
- 1985 : Листопадовий місяць / Novembermond
- 1986 : Спалах / L'étincelle
- 1986 : Вулиця відправлення / Rue du Départ
- 1986 : Людоїд / L'ogre
- 1987 : Закоханий чоловік / Un homme amoureux
- 1987 : Шуани! / Chouans!
- 1987 : Якби сонце не сходило / Si le soleil ne revenait pas
- 1989 : Два Фрагонари / Les deux Fragonard
- 1989 : Французька революція / La révolution française (т/ф)
- 1990 : У оці змії / In the Eye of the Snake
- 1991 : Послуга, годинник і дуже велика риба / The Favour, the Watch and the Very Big Fish
- 1991 : Викрадач дітей / Le voleur d'enfants
- 1992 : Бетті / Betty
- 1992 : Олів'є, Олів'є / Olivier, Olivier
- 1993 : Подвійна ставка / The Music of Chance
- 1993 : Це мистецтво / C'est de l'art
- 1993 : Мазеппа / Mazeppa
- 1993 : Пекло / L'enfer
- 1994 : Чорна перлина / Perle noire (к/м)
- 1995 : Церемонія / La Cérémonie
- 1995 : Ангели і комахи / Angels and Insects
- 1996 : Нікі де Сен-Фаль: Хто це чудовисько — ти чи я? / Niki de Saint Phalle: Wer ist das Monster — du oder ich?
- 1996 : Усі чоловіки — брехуни / Tous les hommes sont menteurs (т/ф)
- 1997-1999 : Метр Да Коста / Maître Da Costa (т/с)
- 1997 : Круто ти потрапив / Bouge!
- 1997 : Занадто закохана / Une femme très très très amoureuse
- 1997 : Криваві апельсини / The Blood Oranges
- 2006 : Останній караван-сарай / Le dernier caravansérail
- 2014 : / Les Naufragés du Fol Espoir

## Визнання
| Рік            | Категорія                    | Номінант | Результат |
| -------------- | ---------------------------- | -------- | --------- |
| Премія «Сезар» |                              |          |           |
| 1979           | Найкраща операторська робота | Мольєр   | Перемога  |
| 1981           | Найкраща операторська робота | Банкірша | Номінація |